# Schoenobiinae
De Schoenobiinae zijn een onderfamilie van vlinders uit de familie van de grasmotten (Crambidae). Deze onderfamilie is in 1846 beschreven door Philogène-Auguste-Joseph Duponchel. De onderfamilie bevat 29 geslachten met 239 soorten.

## Geslachten
- Adelpherupa Hampson, 1919
- Alloperissa Meyrick, 1934
- Archischoenobius Speidel, 1984
- Argyrostola Hampson, 1896
- Brihaspa Moore, 1868
- Calamoschoena Poulton, 1916
- Carectocultus Blanchard, 1975
- Catagela Walker, 1863
- Chionobosca Turner, 1911
- Cyclocausta Warren, 1889
- Dejoannisia Vári, 2002

= Schoenobiodes Joannis, 1927
- Donacaula Meyrick, 1890
- Helonastes Common, 1960
- Leechia South, 1901
- Leptosteges Warren, 1889
- Leucargyra Hampson, 1896
- Leucoides Hampson, 1893
- Niphadoses Common, 1960
- Panalipa Moore, 1886
- Patissa Moore, 1886
- Promacrochilo Bleszynski, 1962
- Proschoenobius Munroe, 1974
- Ramila Moore, 1868

= Crambostenia Warren, 1890
- Rupela Walker, 1863
- Schoenobius Duponchel, 1836
- Scirpophaga Treitschke, 1832
- Stenocalama Hampson, 1919
- Tipanaea Walker, 1863
- Varpa Aurivillius, 1925